# Andrzej Czapski
Andrzej Antoni Czapski (ur. 1 stycznia 1954 w Tucznej) – polski ekonomista, polityk i samorządowiec. Senator I i II kadencji (1989–1993), w latach 1991–1993 wicemarszałek Senatu II kadencji, w latach 1998–2014 prezydent Białej Podlaskiej.

## Życiorys
Syn Józefa i Marii. Z wykształcenia magister ekonomii, absolwent Szkoły Głównej Planowania i Statystyki w Warszawie. W 1981 wstąpił do „Solidarności”, był przewodniczącym oddziału Biała Podlaska Regionu Mazowsze związku. W stanie wojennym internowano go na blisko 20 dni.
Pracował w okręgowej spółdzielni mleczarskiej i w wojewódzkim szpitalu zespolonym. Dwukrotnie sprawował mandat senatora: I kadencji (Obywatelski Klub Parlamentarny) i II kadencji (Polski Program Liberalny), w trakcie której pełnił funkcję wicemarszałka Senatu. W latach 1990–1992 był również wojewodą bialskopodlaskim.
Był członkiem Kongresu Liberalno-Demokratycznego i Stronnictwa Konserwatywno-Ludowego. Założył także lokalne ugrupowanie Akcja Samorządowa. W 1998 powołany na stanowisko prezydenta Białej Podlaskiej. Ponownie wybrany na to stanowisko w wyborach bezpośrednich w 2002. W drugiej turze wyborów samorządowych w 2006 pokonał kandydata Prawa i Sprawiedliwości, uzyskując poparcie Sojuszu Lewicy Demokratycznej i Platformy Obywatelskiej, z którymi zawarł koalicję w radzie miejskiej. Cztery lata później również uzyskał reelekcję w drugiej turze. W 2014 nie został wybrany na kolejną kadencję, uzyskał natomiast mandat radnego Białej Podlaskiej, z którego zrezygnował jeszcze przed pierwszą sesją nowo wybranej rady miejskiej. Kandydował bez powodzenia na urząd prezydenta miasta również w 2018. W 2024 uzyskał mandat radnego z listy komitetu Michała Litwiniuka.

## Odznaczenia
- Krzyż Kawalerski Orderu Odrodzenia Polski – 2010[8]
- Krzyż Wolności i Solidarności – 2012[9]